# Joaquín Urrea Reyes
Joaquín Urrea Reyes (Navojoa, 1942. november 26. –) mexikói nemzetközi labdarúgó-játékvezető. Teljes neve: Joaquín Saturnino Urrea Reyes. Polgári foglalkozásként az állami utazási vállalat általános igazgatója.

## Pályafutása
A FEMEXFUT Játékvezető Bizottságának (JB) minősítésével a Tercera División, a Ascenso MX, majd 1970-től a Liga MX játékvezetője. Küldési gyakorlat szerint rendszeres partbírói szolgálatot is végzett. A nemzeti játékvezetéstől 1987-ben visszavonult.
| Időpont | Helyszín                            | Mérkőzés típusa        | Mérkőzés                    |
| ------- | ----------------------------------- | ---------------------- | --------------------------- |
| 1970.   | Andrés Quintana Roo Stadion, Cancún | első Liga MX mérkőzése | CF Atlante–Deportivo Toluca |

A Mexikói labdarúgó-szövetség JB terjesztette fel nemzetközi játékvezetőnek, a Nemzetközi Labdarúgó-szövetség (FIFA) 1981-től tartotta nyilván bírói keretében. A FIFA JB központi nyelvei közül a spanyolt és az angolt beszéli. Több nemzetek közötti válogatott (Labdarúgó-világbajnokság), valamint klubmérkőzést vezetett, vagy működő társának partbíróként segített. A  nemzetközi játékvezetéstől 1987-ben búcsúzott. Európában a legtöbb válogatott mérkőzést vezetők rangsorában többed magával, 2 (1985. február 5.– 1985. december 12.) találkozóval tartják nyilván.
Az 1985-ös U16-os labdarúgó-világbajnokságon a FIFA JB hivatalnokkánt foglalkoztatta.
| Időpont            | Helyszín                   | Mérkőzés típusa              | Mérkőzés                                   | Eredmény | Nézők száma |
| ------------------ | -------------------------- | ---------------------------- | ------------------------------------------ | -------- | ----------- |
| 1985. július 31.   | Központi Stadion, Tiencsin | csoportmérkőzés (B. csoport) | Ausztrália–Argentína                       | 1 – 0    | 20 000      |
| 1985. augusztus 4. | Központi Stadion, Tiencsin | csoportmérkőzés (B. csoport) | Argentin U17-es labdarúgó-válogatott–Kongó | 0 – 3    | 20 000      |
| 1985. augusztus 9. | Városi Stadion, Peking     | egyik elődöntő               | NSZK–Brazília                              | 4 – 3    | 50 000      |

Az 1986-os labdarúgó-világbajnokságon a FIFA JB bíróként alkalmazta. Selejtező mérkőzéseket a CONCACAF zónában irányított. Partbírói mérkőzéseinek száma világbajnokságon: 1.
| Időpont          | Helyszín                   | Mérkőzés típusa                                 | Mérkőzés                    | Eredmény    | Nézők száma |        |
| ---------------- | -------------------------- | ----------------------------------------------- | --------------------------- | ----------- | ----------- | ------ |
| 1985. május 26.  | Nemzeti Stadion, Alajuela  | (1986 vb) előselejtező (2. forduló; 3. csoport) | Costa Rica–Egyesült Államok | 1 – 1       |             |        |
| 1986. június 10. | Estadio Cuauhtémoc, Puebla | csoportmérkőzés (A. csoport)                    | Olaszország–Dél-Korea       | David Socha | 3 – 2       | 20 000 |

A Mexikói labdarúgó-szövetség a világbajnokságra történő felkészülés érdekében labdarúgó tornát rendezett, ahova a Magyar labdarúgó-válogatott is meghívást kapott.
| Időpont            | Helyszín                       | Mérkőzés típusa | Mérkőzés                            | Eredmény | Nézők száma |
| ------------------ | ------------------------------ | --------------- | ----------------------------------- | -------- | ----------- |
| 1985. december 12. | Tecnológico Stadion, Monterrey | csoportforduló  | Algéria–Magyar labdarúgó-válogatott | 1 – 3    | 1000        |